# Саадет IV Герай
Сааде́т IV Гера́й (Гире́й) (крым. IV Saadet Geray, ۴سعادت كراى‎; 1662—1732) — крымский хан из династии Гераев (1717—1724), сын хана Селима I Герая.

## Биография
В 1692—1699 годах Саадет Герай был ор-беем (наместником Перекопа). В 1699 году Саадет был назначен нурэддином, а затем с 1699 до 1703 годы занимал должность калги. Был калгой во второе правление Девлета II Герая (1708—1713). Заняв ханский престол, Саадет IV Герай назначил калгой Инаета Герая, потомка хана Селямета Герая, а нурэддином — своего брата Сафу Герая. Вскоре калга Инает Герай скончался, а на его место был назначен нурэддин Сафа Герай. Новым нурэддином был назначен другой Адиль Герай (брат Саадета Герая), после отставки которого был назначен ханский племянник Ислям Герай.
Воцарившись, отправился в австрийский поход, но вследствие скорого заключения мира Османской империи с Австрийской империей военная помощь оказалась невостребованной, и хан вернулся в Крым. На родине он продолжил мероприятия, начатые Капланом I Гераем по возвращению контроля над Черкесией, и добился большего успеха в этом, чем его предшественник.
Саадет IV Герай произвел кадровую перестановку в своем окружении, чтобы приблизить к трону верных себе людей. Тем самым были отлучены от источников доходов некоторые влиятельные лица, решившие поднять против хана мятеж и низложить его. Они сумели привлечь на свою сторону калгу Сафу Герая, используя малейшие предлоги для жалоб султану на Саадета IV ради того, чтобы добиться его смены: хану приписывались трусость, безделье, несправедливость в разрешении судебного спора двух мурз за невесту и т. д. Самому хану заговорщики отправили требование сложить полномочия и покинуть страну. Саадет IV Герай, видя, что в стране нарастает восстание, способное повлечь новое кровопролитие, решил избежать внутреннего конфликта и покинул ханский престол. Умер в Янболу в 1732 году, похоронен у городской мечети.
Дети Саадета IV Герая:
- Салих Герай (ум.1738), кубанский сераскир (1726—1728), нурэддин и буджацкий сераскир (1737—1738)

- Халим Герай (1689—1759), нурэддин (1727—1730, 1738—1740), крымский хан (1756—1758)

- Девлет Герай (ум. п. 1758), калга (1756—1758)

- Мехмед Герай (ум. п. 1758), нурэддин (1756—1758)

- Нуман Герай (ум. 1738)

- Мумин Герай (ум. 1747)

- Хаджи Герай (ум. 1756).